# Użytek ekologiczny „Wilczy Młyn”
„Wilczy Młyn” – użytek ekologiczny położony w północno-wschodniej części Poznania. Zajmuje powierzchnię 78,01 hektarów i znajduje się po obu stronach Warty. Użytek ustanowiony został z myślą o ochronie roślinności łęgowej i łąkowej, pozostałości łęgów wierzbowych, wiklinisk, starorzeczy, szuwarów i łąk pokrywających tereny zalewowe doliny rzeki wraz z fragmentami muraw kserotermicznych.

## Historia
Użytek ekologiczny „Wilczy Młyn” został powołany uchwałą Rady Miasta Poznania numer CV/610/94 z dnia 10 maja 1994 roku na powierzchni 108 ha.
Gdy na początku 2008 roku wykreślono z listy terenów cennych przyrodniczo aż 22 z 26 poznańskich użytków ekologicznych, Wilczy Młyn był jednym z czterech użytków, które pozostały. W 2011 roku również i one zostały zlikwidowane, jednak jednocześnie rozpoczął się proces stopniowego zastępowania ich nowo utworzonymi obiektami.
8 grudnia 2015 roku uchwałą Rady Miasta Poznania użytek ekologiczny „Wilczy Młyn” został powołany ponownie – na powierzchni 78,01 ha.